# 伊尼 (威塞克斯)
伊尼（670年—726年）從689年到726年是威塞克斯國王。在伊尼登基時，他的王國統治了英格蘭南部的大部分地區。 然而，他無法保留其前任卡德瓦拉所獲得的領土收益，後者已大幅擴大了西撒克遜人的領土。 到伊尼統治末期，肯特、薩塞克斯和埃塞克斯塞克斯王國不再處於西撒克遜人的統治之下； 然而，伊尼仍然控制著現在的漢普郡，並鞏固和擴大了威塞克斯在西半島的領土。他同時也查烏林後代，遜位。